# Santa Rosa de Goiás
Santa Rosa de Goiás là một đô thị thuộc bang Goiás, Brasil. Đô thị này có diện tích 170,97 km², dân số năm 2007 là 3227 người, mật độ 18,9 người/km².